# Montemagno Monferrato
Montemagno Monferrato (Montmagn en piemontès) és un municipi situat al territori de la província d'Asti, a la regió del Piemont (Itàlia).
Limita amb els municipis d'Altavilla Monferrato, Casorzo, Castagnole Monferrato, Grana, Refrancore i Viarigi.
Pertanyen al municipi les frazioni de San Carlo i Santo Stefano.

## Galeria fotogràfica

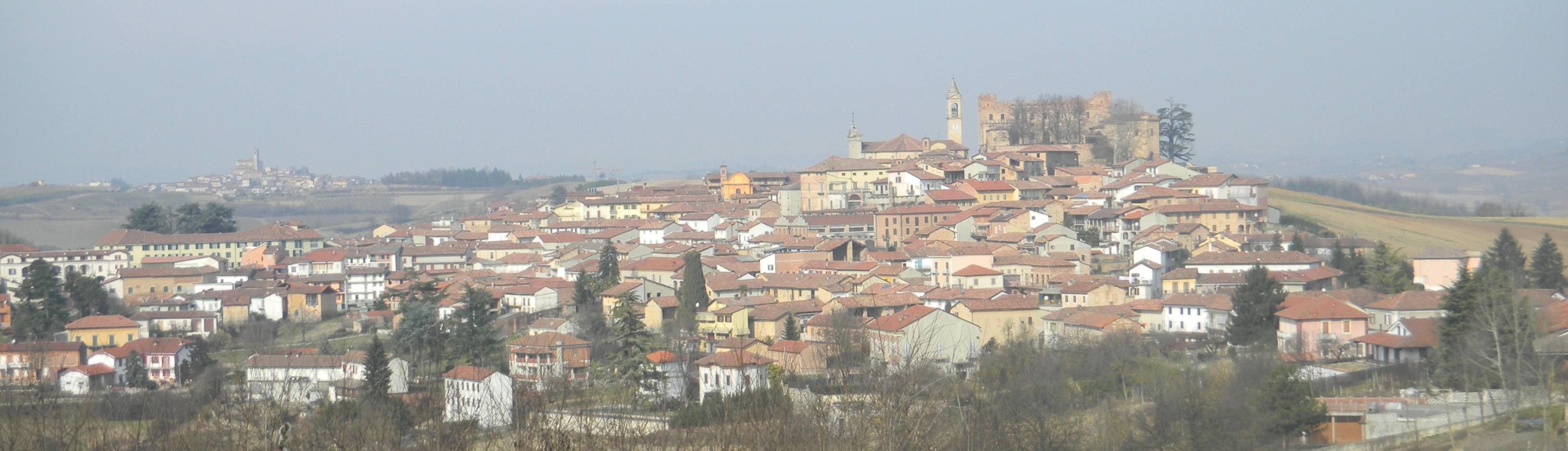
Vista del poble
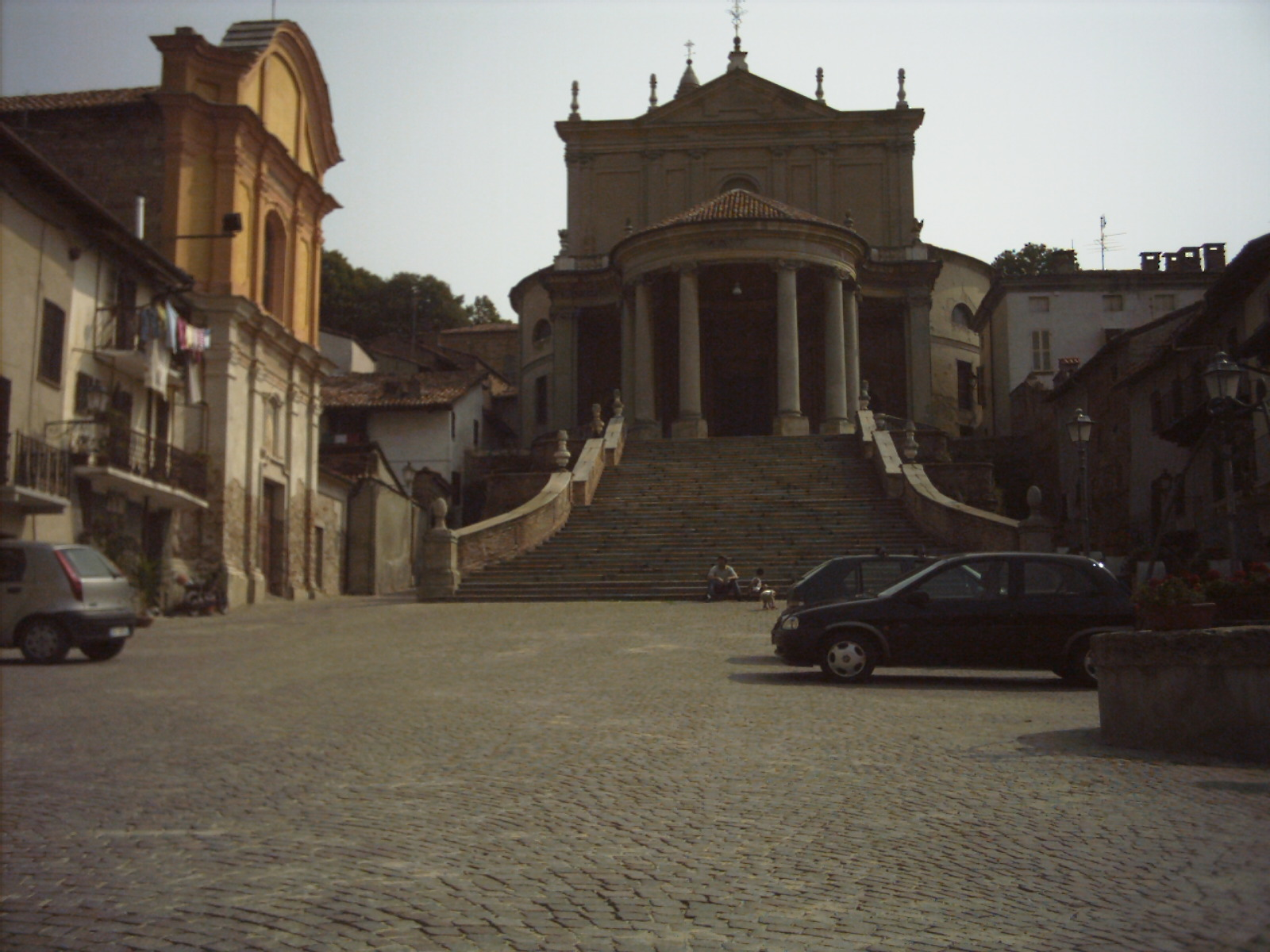
Església de St. Martí
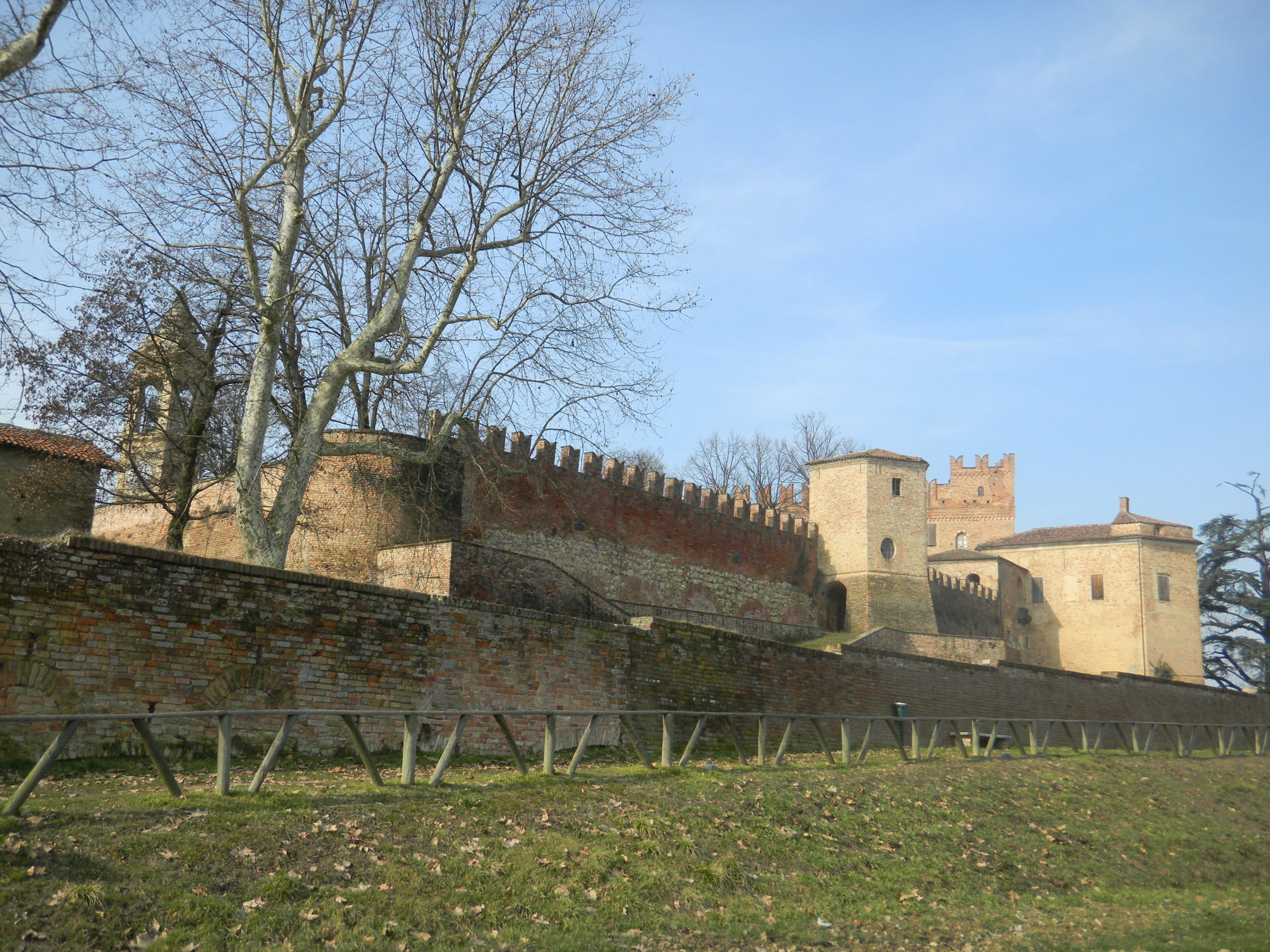
El castell
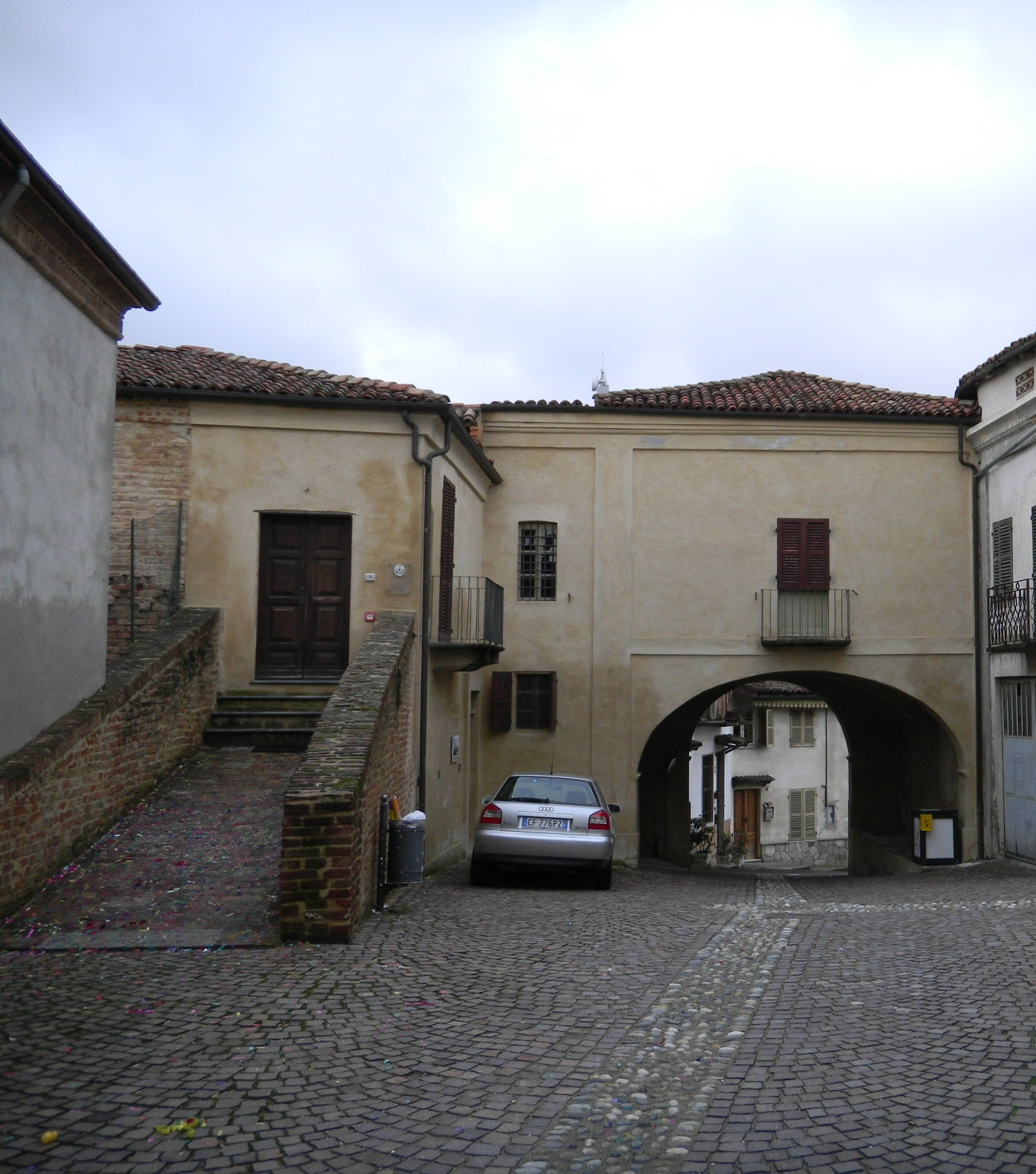
La Casa sul Portone
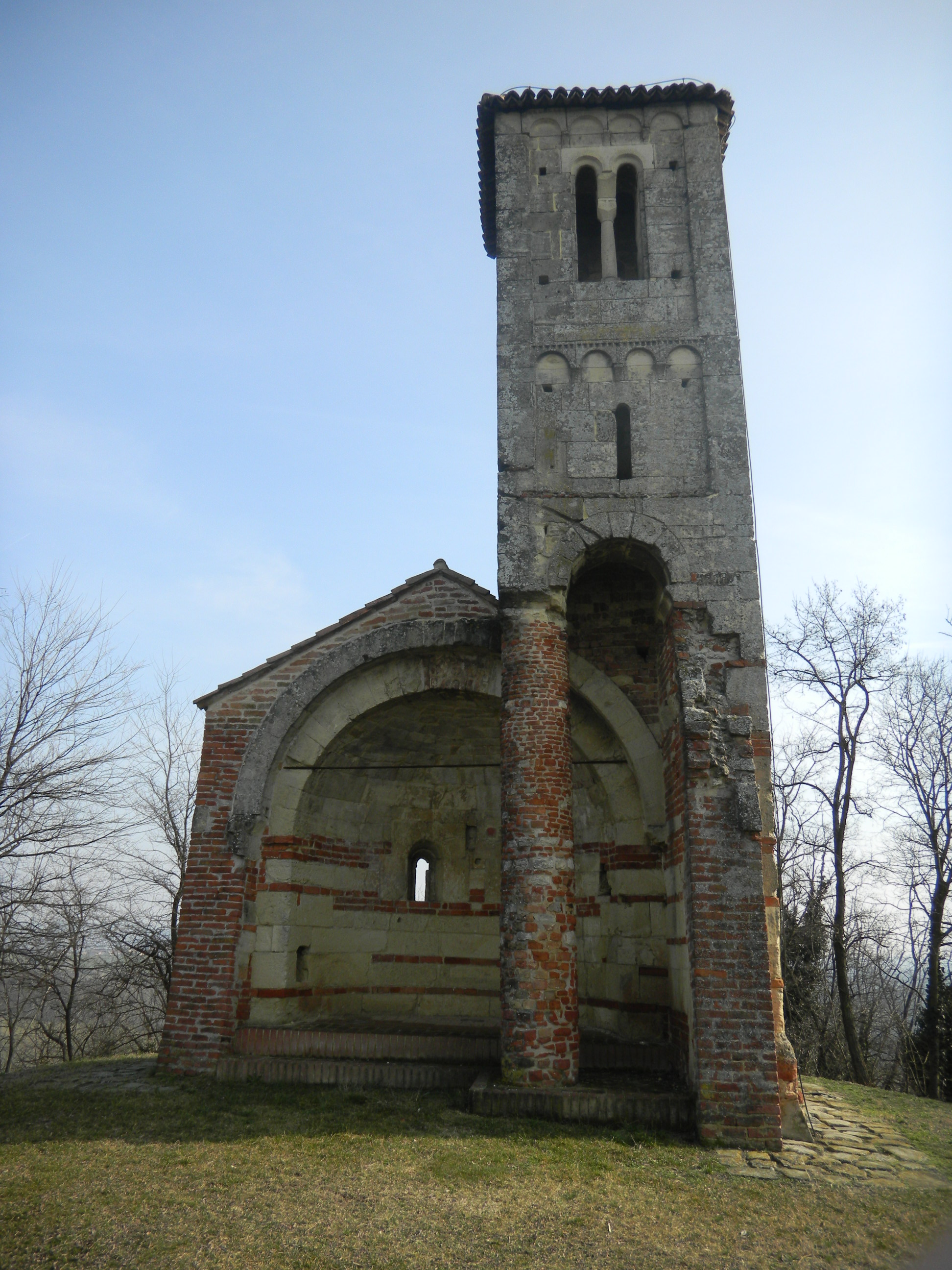
La torre di San Vittore
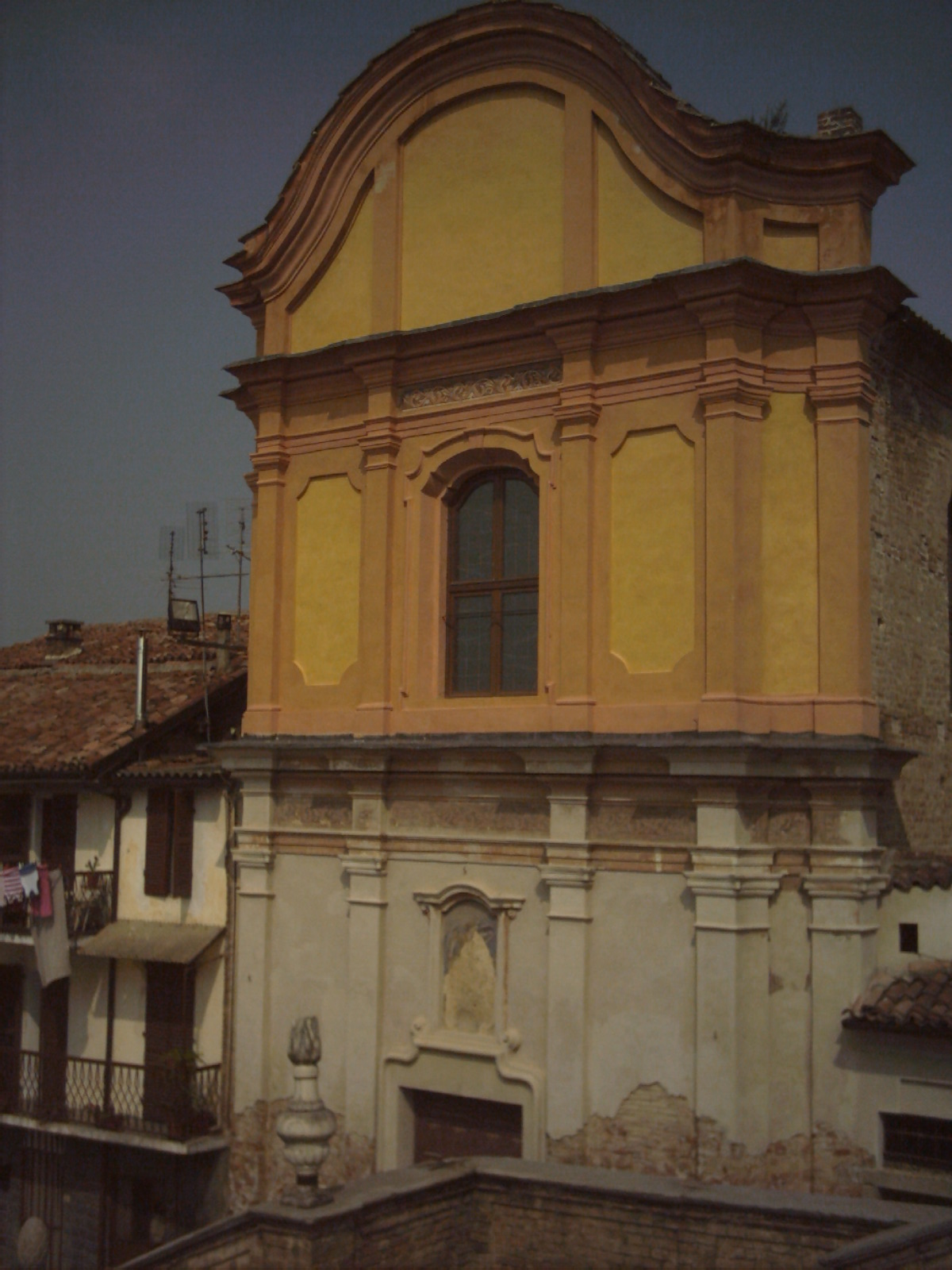
Església de la Confraternita di San Michele Arcangelo
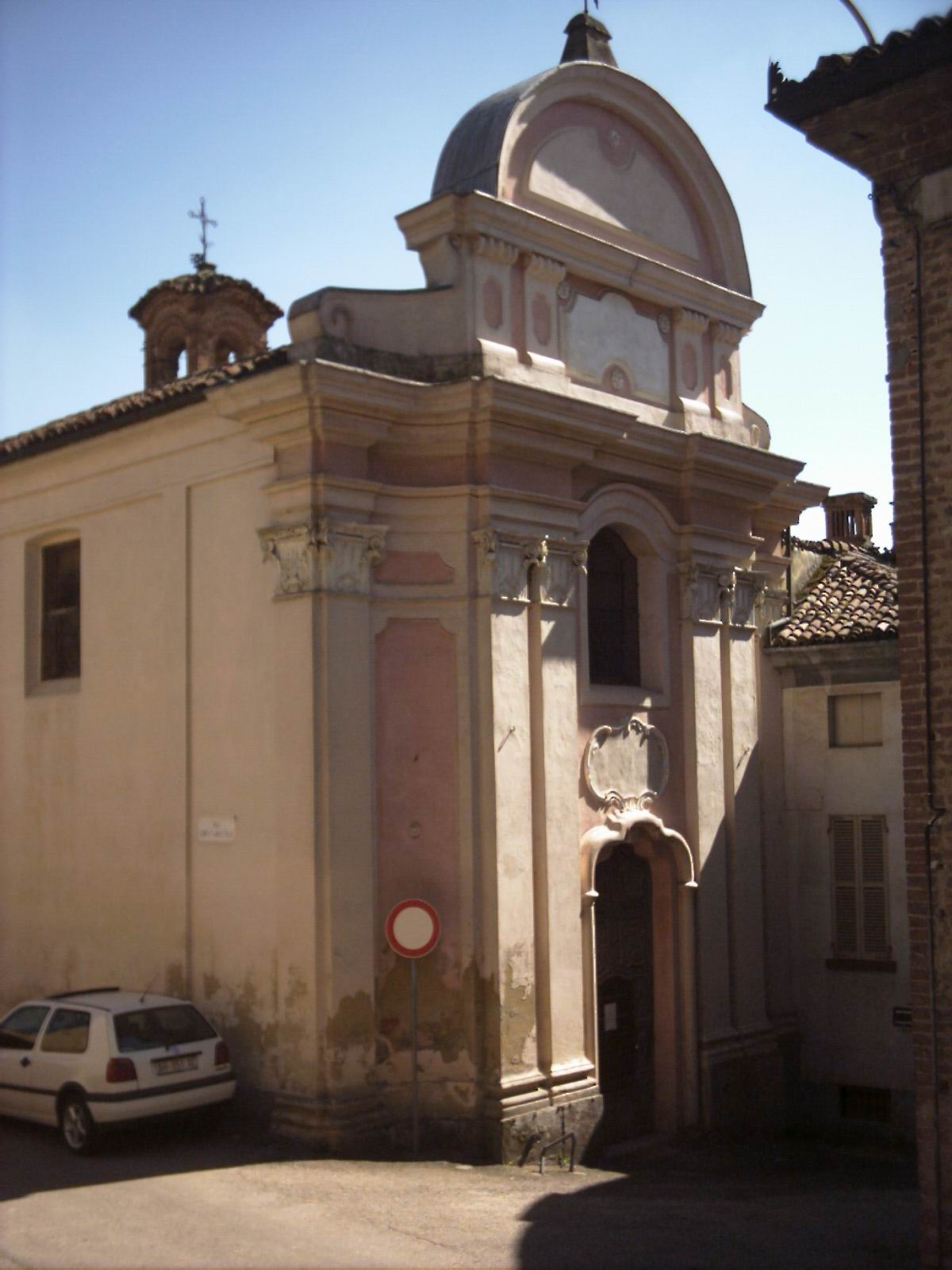
Església de la Confraternita della Santissima Trinità
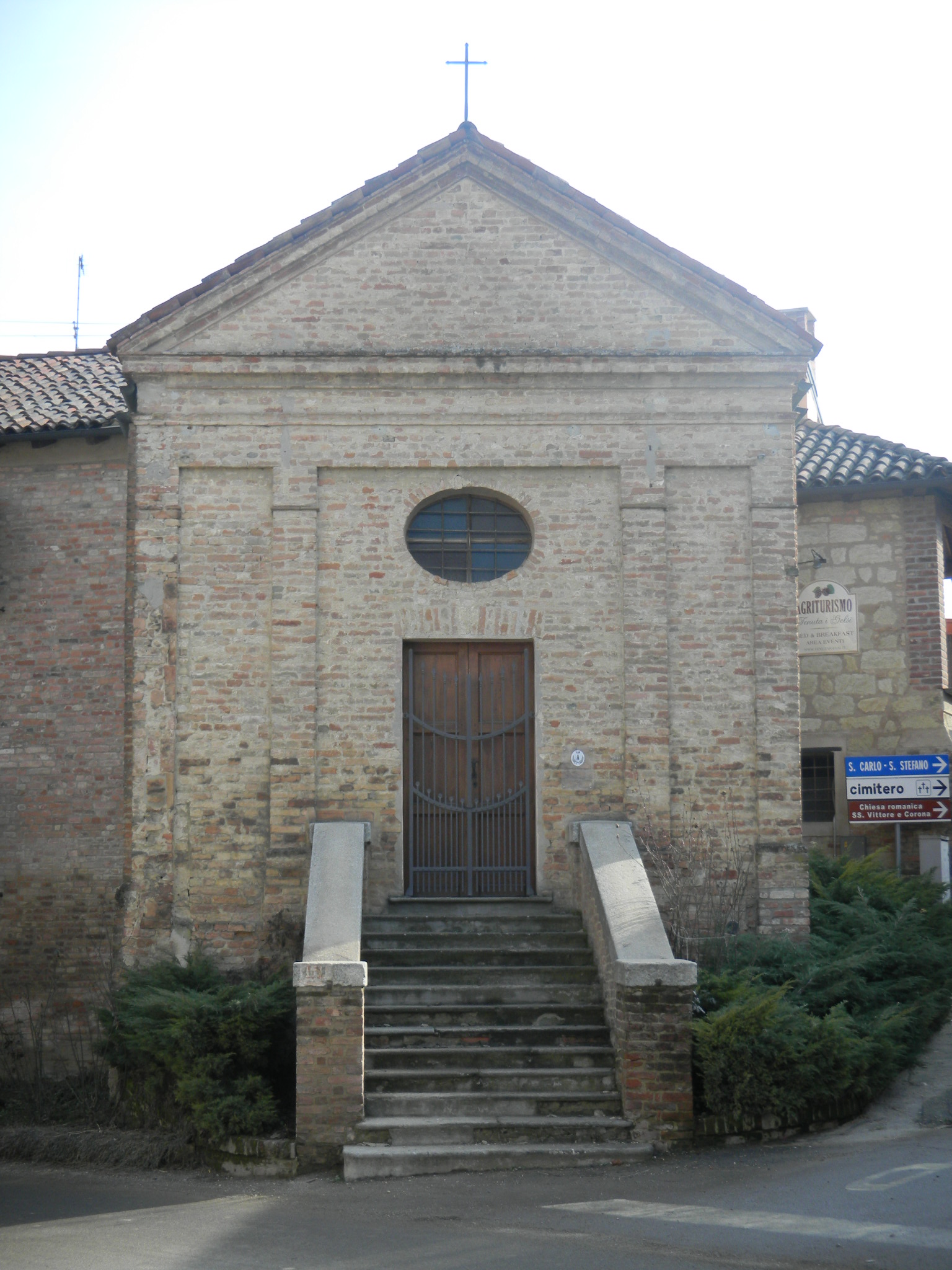
Església de Santa Maria della Cava